# Station Budzieszowice
Station Budzieszowice is een spoorwegstation in de Poolse plaats Budzieszowice.